# Kyläjoki (vattendrag, lat 68,43, long 26,55)
Kyläjoki är ett vattendrag i Finland.   Det ligger i landskapet Lappland, i den norra delen av landet, 900 km norr om huvudstaden Helsingfors.